# Fall Bonbon-Angy
Der Fall Bonbon-Angy war ein Arbeitsrechtstreit um eine fristlose sogenannte Bagatellkündigung einer langjährig beschäftigten Kassiererin der Supermarktkette Netto Marken-Discount. Der Fall gelangte 2015/2016 in die bundesweiten Medien und hat bis heute einen Nachhall in Form weiterer Berichterstattungen. Die Kassiererin die unter dem Pseudonym „Bonbon-Angy“ auf Grund ihrer Entlassung bekannt wurde, heißt unter ihrem bürgerlichen Namen Angela Webster. Ihr wurde vorgeworfen, an der Kasse während der Arbeitszeit ein Bonbon gelutscht zu haben, welches ihr dann auf die Ware eines Kunden gefallen sei. Dies nahm man zum Anlass einer fristlosen Kündigung. Webster klagte jedoch vor dem Arbeitsgericht Paderborn auf Wiedereinstellung. Das Gericht erklärte die Kündigung am 3. März 2016 für unwirksam (AZ 2 Ca 1217/15). Der Vorfall löste in der Öffentlichkeit, ähnlich wie Jahre vorher der Fall Emmely, eine Debatte um Bagatellkündigungen aus.

## Sachverhalt und Entscheidung
Angela Webster arbeitete seit 2009 zunächst in der Discounter-Kette Plus Warenhandelsgesellschaft. Die Plus Warenhandelsgesellschaft wurde jedoch von Netto Marken-Discount entgegen der Entscheidung des Kartellamtes dank der Ministererlaubnis von Sigmar Gabriel übernommen. Sie arbeitete zunächst als stellvertretende Filialleiterin. Diese Position gab sie jedoch freiwillig ab. Auf Grund eines Arbeitsunfalls, der sich mit einer „Elektro-Ameise“ im Markt ereignete, hatte sie schwere gesundheitliche Einschränkungen hin zu nehmen. Seither gilt Webster als körperlich behindert. Es kam bereits im Vorfeld zur eigentlichen Kündigung immer wieder zu Abmahnungen, welche jedoch alle aufgehoben wurden. Letztlich kündigte man dann, auf Grund eines angeblich gelutschten und auf die Ware eines Kunden gefallenen Bonbons. Diesen Vorfall bestritt Webster jedoch durchgängig. Auch vor Gericht lehnte sie eine Abfindung mit der Begründung „die Wahrheit ist nicht käuflich“ ab und verlangte Wiedereinstellung. Netto Marken-Discount konnte die Vorwürfe nicht belegen und weigerte sich zudem den Kunden als Zeugen zu benennen. Die zusätzlich angeführten Zeugen aus der Mitarbeiterschaft, die nur mit Schriftstücken zitiert wurden, waren zum angeblichen Zeitpunkt alle gar nicht anwesend, wie das Gericht herausfand.

## Das Urteil des Arbeitsgerichtes in Paderborn
Der vorsitzende Richter sowie die beisitzenden zwei Schöffen erklärten sowohl die fristlose als auch die fristgemäße Kündigung für unwirksam und verurteilten Netto Marken-Discount dazu, Angela Webster vollumfänglich zu entschädigen und an ihren Arbeitsplatz zurückzulassen. Das Gericht konstatierte zudem im Urteil, „Netto Marken-Discount habe den Betriebsrat bewusst getäuscht“.

## Interpretation und Ergänzung zum Urteil
Die Schlussfolgerung des Richters der Netto Marken-Discount habe den Betriebsrat bewusst getäuscht, ist jedoch nur ein Teilbereich des Verfahrens. Insbesondere war eine Abmahnung hier Aufhänger für diesen Schluss, der daraus resultierte, dass das Gericht Einsicht in den Anhörungsbogen des Betriebsrates zur Kündigung nahm.
Der Beschluss des Betriebsrates der Kündigung zuzustimmen, fußte unter anderem auch darauf, dass diese Abmahnung seitens Netto Marken-Discount vorgelegt wurde. Diese Abmahnung war aber schon 2014 gelöscht worden. Was aus den Protokollen jedoch nicht hervorging war, dass die Vorsitzende des Betriebsrates, sowie ein weiteres Betriebsratsmitglied während der Rücknahme der Abmahnung anwesend gewesen sind und von der Löschung dieser Abmahnung somit Kenntnis hatten und dementsprechend der Kündigung hätten widersprechen müssen. Dies wurde vor Gericht durch Frau Websters Anwalt vorgetragen. Weiterhin war Netto Markendiscount verpflichtet das Integrationsamt in die Kündigung mit ein zu beziehen. Dies begründet sich auf den besonderen Kündigungsschutz für schwerbehinderte sowie Schwerbehinderten gleichgestellten Menschen. Hierzu wurde dem Integrationsamt vorgetragen, die Kündigung habe nichts mit der Behinderung von Frau Webster zu tun. Das Integrationsamt winkte die Kündigung ohne weitere Prüfung und trotz des Widerspruches durch Frau Webster durch. Dies hatte eine Klage gegen das Integrationsamt zur Folge, die jedoch nach Abschluss der Kündigungsschutz-Klage eingestellt wurde, da der Klagegrund nunmehr hinfällig war.

## Vorwurf der Medien zur Motivlage der Kündigung
Die Motivlage seitens Netto Marken-Discount lag demnach darin, dass Angela Webster seit ihrem dortigen Arbeitsunfall zum einen als körperlich Behinderte nicht mehr so belastbar und im Fazit teurer für das Unternehmen war. Gleichzeitig wurde jedoch in dem Verfahren und Urteil ersichtlich, dass Webster wiederholt auf Einhaltung ihrer Arbeitnehmerrechte bestand. Dazu zählte, dass sie sich gegen unbezahlte Überstunden oder gegen sogenannte Minusstunden im Krankheitsfall wehrte. Besonders letzter Fall wurde auch von der Sendung Frontal21 aufgegriffen, in der die Redaktion schlussfolgerte, es handele sich um „Sozialbetrug“ seitens Netto Marken-Discount. Diese Motivlage wurde wiederholt in den Medien thematisiert.

## Folgen für Angela Webster
Angela Webster durfte mit sofortiger Wirkung an ihren Arbeitsplatz zurück. Weiterhin wurde durch das Verfahren ersichtlich, dass Webster jahrelang einen zu geringen Lohn erhalten hat, da sie tariflich seitens des Arbeitgebers falsch eingruppiert wurde. Frau Webster kündigte noch am Tag des Urteils ihre Kandidatur für den Betriebsrat bei Netto Marken-Discount an. Die Wahl dazu sollte rund zwei Jahre später stattfinden. Diese Ankündigung setzte sie auch um und ist seither mit einer Betriebsrats-Liste unter dem Namen „mehr-Brutto-von-Netto.de“ im Netto Marken-Discount-Betriebsrat vertreten. Ihre verkündeten Hauptziele dort sind seither: die Prüfung sämtlicher Gehälter auf falsche Eingruppierung, Abschaffung der angeblichen Minusstunden und Einführung von manipulationssicheren Stempeluhren.
Während der Corona-Pandemie wandte sich Webster im Interesse der Belegschaft vom Netto Marken-Discount an den Deutschen Bundestag und wurde dorthin von den Abgeordneten Lisa Badum, Beate Müller-Gemmeke und Ulle Schauws von den Grünen, sowie Susanne Ferschl von den Linken zu persönlichen Gesprächen eingeladen. Die Grünen schrieben daraufhin einen offenen Brief an Netto Marken-Discount, der jedoch unbeantwortet blieb. Webster wurde von Frau Müller-Gemmeke im Verlauf des Gesprächs dazu eingeladen an der Stellungnahme bei der Lesung des ersten Entwurfes der Gesetzgebung zu Stempeluhren als ihre „Sachverständige“ mitzuwirken. Der Norddeutsche Rundfunk (NDR) berichtete im Rahmen der Sendung 45 Minuten über diese Aktion.
Jüngste Entwicklung sind gemeinsame Aktionen mit Farina Kerekes („Handelsaufstand“), die ihrerseits während der Corona-Pandemie durch zahlreiche Fernsehauftritte bekannt wurde, in denen sie die schlechten Arbeitsbedingungen in den systemrelevanten Berufen, vor allem im Discount, bemängelte.
Zwischenzeitlich kam es zu einem Treffen mit dem Kanzlerkandidaten Olaf Scholz und dem Fraktionsvorsitzenden der CDU, Ralph Brinkhaus, welche ihre Gegenparts in der Sendung “Für & Wider – Wie gerecht ist Deutschland?” mit Dunja Hayali und Andreas Wunn im ZDF darstellten. Die Sendung wurde anlässlich der Bundestagswahl 2021 in Form eines Wahkampfduells ausgestrahlt.
Im September 2021 wurde durch Frau Webster ein neues Verfahren gegen Netto Marken-Discount angestrengt. Dies begründet sich in zwei Abmahnungen, welche gegen sie ausgesprochen wurden. Inhaltlich wurde auch dieses Mal behauptet, sie habe schlecht über ihren Vorgesetzten geredet und zudem habe sie vier FFP2-Masken entwendet. Die Darstellung in der Güteverhandlung von Frau Webster vor dem Arbeitsgericht Paderborn am 10. November 2021 indes geht dahingehend, dass diese Behauptungen beide nicht stimmen. Der Anwalt von Netto Marken-Discount war im öffentlichen Verfahren bereit die erste Abmahnung zurückzunehmen, wohingegen die Abmahnung mit der Behauptung des Diebstahles stehen bleiben sollten. Frau Webster drängte daraufhin auf Abbruch der Güteverhandlung und bestand auf einen Kammertermin. Dieser ist nach derzeitigem Stand für den 14. Februar 2022 angesetzt.

## Die Medien
Die mediale Berichterstattung auf Grund des Falles und der umgebenden Umstände ist bis heute ungebrochen. Es gab Berichte in der ARD, ZDF, NDR, WDR, RTL, SAT1, einigen Radiostationen, Bild, Focus, Welt, Tagesspiegel, Süddeutsche Zeitung, Neue Westfälische, Westfalen-Blatt, Vice Magazin, sowie etlichen online-Magazinen. Weiterhin wurde ihre Geschichte als sogenannte „Scripted Reality“-Doku durch die Firma Filmpool Film- und Fernsehproduktion verfilmt und am 21. Januar 2021 bei RTL ausgestrahlt.